# 休倫 (印第安纳州)
休倫（英語：Huron）是位於美國印地安納州勞倫斯縣的一個非建制地區。該地的面積和人口皆未知。